# Cecilia Dahlman
Cecilia Dahlman (* 24. Juli 1968) ist eine ehemalige schwedische Tennisspielerin.

## Karriere
In ihrer Profikarriere gewann sie zwei Einzeltitel auf der WTA Tour.
Von 1989 bis 1993 spielte sie für die schwedische Fed-Cup-Mannschaft insgesamt zwölf Partien. Sie verbuchte eine positive Bilanz von 6:4 im Einzel, im Doppel gewann sie eine ihrer beiden Partien.

## Turniersiege

### Einzel
| Nr. | Datum              | Turnier | Kategorie  | Belag | Finalgegnerin    | Ergebnis      |
| --- | ------------------ | ------- | ---------- | ----- | ---------------- | ------------- |
| 1.  | 17. September 1989 | Athen   | WTA Tier V | Sand  | Rachel McQuillan | 6:3, 1:6, 7:5 |
| 2.  | 16. September 1990 | Athen   | WTA Tier V | Sand  | Katia Piccolini  | 7:5, 7:5      |

## Abschneiden bei Grand-Slam-Turnieren

### Einzel
| Turnier         | 1989 | 1990 | 1991 | 1992 | 1993 | Karriere |
| --------------- | ---- | ---- | ---- | ---- | ---- | -------- |
| Australian Open | 1    | 2    | —    | —    | —    | 2        |
| French Open     | —    | 1    | 1    | —    | 1    | 1        |
| Wimbledon       | —    | 2    | 1    | —    | 1    | 2        |
| US Open         | —    | 1    | 1    | —    | —    | 1        |

Zeichenerklärung: S = Turniersieg; F, HF, VF, AF = Einzug ins Finale / Halbfinale / Viertelfinale / Achtelfinale; 1, 2, 3 = Ausscheiden in der 1. / 2. / 3. Hauptrunde; Q1, Q2, Q3 = Ausscheiden in der 1. / 2. / 3. Runde der Qualifikation; n. a. = nicht ausgetragen

### Doppel
| Turnier         | 1989 | 1990 | Karriere |
| --------------- | ---- | ---- | -------- |
| Australian Open | 1    | 1    | 1        |
| French Open     | —    | —    | —        |
| Wimbledon       | —    | —    | —        |
| US Open         | —    | —    | —        |